# Boa (España)
Boa (llamada oficialmente San Pedro de Boa) es una parroquia y un lugar español del municipio de Noya, en la provincia de La Coruña, Galicia. El lugar está situado a 5,3 km de la cabecera municipal a 63 metros sobre el nivel del mar.
El lugar de Boa es el centro de un núcleo más complejo formado por este, los restantes lugares de la parroquia (excepto Taramancos) y otros de la vecina parroquia de Miñortos como A Telleira, Fieiro y Boiro. Estas pequeñas localidades circundantes han experimentado un crecimiento importante en los últimos años del siglo XX y actualmente están todas conectadas y comparten estructura. En la práctica, esto se traduce en que todas ellas han quedado absorbidas por el Lugar de Boa. En la actualidad, todo el entorno de la localidad de Boa es conocido por los vecinos de la zona simplemente como Boa, incluso aquellos lugares que no pertenecen a la parroquia.

## Entidades de población
Entidades de población que forman parte de la parroquia:
- Antelo
- Boa
- Carreira (A Carreira)
- Corredoira (A Corredoira)
- Devesa (A Devesa)
- Meruso
- O Cabalo
- O Rial
- O Sino
- Redondelo
- Taramancos
- Vilar (O Vilar)

## Demografía

### Parroquia
| Gráfica de evolución demográfica de Boa (parroquia) entre 2000 y 2018 |
|                                                                       |
| Datos según el nomenclátor publicado por el INE.                      |

### Lugar
| Gráfica de evolución demográfica de Boa (lugar) entre 2000 y 2018 |
|                                                                   |
| Datos según el nomenclátor publicado por el INE.                  |

## Economía
Tiene unas hermosas playas y la principal actividad de sus vecinos es el marisqueo de berberecho y almeja.